# Haywire (Film)
Haywire (Alternativtitel: Haywire – Trau keinem) ist ein US-amerikanischer Action-Thriller aus dem Jahr 2011 mit MMA-Star Gina Carano in der Hauptrolle. Als Agentin einer privaten Sicherheitsfirma, die u. a. Black OPs für Regierungen ausführt, findet sie sich plötzlich selbst im Visier von Killern. Regie führte Steven Soderbergh. Weitere Darsteller sind Antonio Banderas, Michael Douglas, Ewan McGregor, Michael Fassbender und Channing Tatum. Den Score lieferte der britische DJ und Komponist David Holmes. Premiere hatte Haywire am 7. November 2011 beim AFI Film Festival.

## Handlung
In einem Diner in Upstate New York sitzt die Agentin Mallory Kane, die nicht für einen staatlichen Geheimdienst arbeitet, sondern Aufträge für einen privaten Dienstleister ausführt. Als ihr Kollege Aaron auftaucht und ihr befiehlt, ihn zu begleiten, weigert sie sich. Daraufhin entbrennt ein kurzer Kampf, bei dem sie Aaron bewusstlos schlägt. Zusammen mit Scott, einem zufälligen Gast, der ihr während des Kampfes geholfen hat, flieht sie in dessen Auto. Während der Fahrt erzählt Mallory Scott von den Ereignissen seit einem Einsatz in Barcelona, offenbar damit er die Informationen an die Polizei weitergeben kann.
Eine Rückblende erzählt von einem Einsatz in Barcelona, bei dem der chinesische Dissident und Journalist Jiang befreit werden soll. Auftraggeber sind der CIA-Agent Coblenz und sein Kontaktmann Rodrigo, die während der Verhandlungen mit Mallorys Chef und Ex-Liebhaber Kenneth über die Konditionen des Vertrags explizit sie für den Auftrag anfordern. In Barcelona trifft Mallory ein Team, um den Auftrag durchzuführen, dem auch Aaron angehört. Der Einsatz verläuft zwar nicht ganz planmäßig, kann aber erfolgreich abgeschlossen werden, nicht zuletzt dank Mallorys Kampfkünsten. Nach der Ausführung des Auftrags werden sie und Aaron intim.
Kaum zurück aus Barcelona soll Mallory für einen kurzen Auftrag nach Dublin fliegen, wo sie zusammen mit dem „freischaffenden“ Agenten Paul den mysteriösen Studer trifft. Bei einem Empfang im Russborough House entdeckt sie in einem abgelegenen Gebäude den toten Jiang. Dieser hält ein Amulett in der Hand, das Kenneth ihr als Erkennungszeichen für Paul gegeben hat. Mallory merkt, dass man ihr einen Mord anhängen will. Zurück im Hotel greift Paul sie an. Nach einem heftigen Kampf überwältigt Mallory Paul und erschießt ihn. Über Pauls Mobiltelefon findet sie heraus, dass Kenneth hinter dem Komplott steckt. Nun muss sie nicht nur vor seinen Agenten fliehen, sondern auch vor der Polizei. Unterstützung erhält sie von Coblenz, der ihr allerdings nur scheibchenweise Informationen liefert.
Zurück in der Gegenwart während der Autofahrt mit Scott fühlt dieser sich angesichts der undurchsichtigen Geschichte etwas überfordert. Bei einer Polizeikontrolle können sie zunächst fliehen, werden dann aber doch festgenommen und sollen dem FBI übergeben werden. Die angeblichen FBI-Beamten entpuppen sich als Agenten und erschießen die Polizeibeamten. Mallory kann mit Scott gerade noch entkommen und lässt ihn laufen.
Sie erreicht das Haus ihres Vaters John in New Mexico und versteckt sich dort, bis Kenneth, Aaron und andere Agenten auftauchen und versuchen, von John Mallorys Aufenthaltsort zu erfahren. Wieder kommt es zu einem Kampf, bei dem Mallory Kenneths Agenten tötet. Kenneth erschießt Aaron, der ihn drängt, die Hintergründe preiszugeben, und setzt sich ab. Er sucht Unterstützung bei Studer, doch der lässt ihn fallen. Mallory macht sich auf die Suche nach Kenneth und stellt ihn am Strand von Veracruz. Nach einem Kampf flieht er und verklemmt dabei seine Beine so zwischen zwei Felsen, dass er nicht mehr alleine freikommt. Endlich gibt er Mallory preis, warum man sie in Dublin umbringen wollte: Studer wollte den chinesischen Journalisten loswerden, Kenneth wiederum Mallory, weil sie seine Firma verlassen wollte, was seinen Ruin bedeutet hätte. Rodrigo schlug deshalb vor, Jiang zu töten und den Mord Mallory in die Schuhe zu schieben, womit alle zufrieden wären und niemand Fragen stellen würde. Mallory überlässt Kenneth der steigenden Flut.
Schließlich spürt Mallory Rodrigo auf Mallorca auf, der ihren Anblick mit dem Wort „Scheiße“ kommentiert.

## Produktionstechnik
Zur Gestaltung des Films nutzt der Regisseur zahlreiche Gestaltungselemente wie langsames Schnitt-Tempo, verfremdete Akustik, Farbgestaltungen. Neben der Regie war Steven Soderbergh auch unter dem Pseudonym Peter Andrews für die Kamera und unter dem Pseudonym Mary Ann Bernard für den Schnitt verantwortlich.

## Veröffentlichung
In Deutschland lief der Film in einer Sondervorführung bei den Internationalen Filmfestspielen Berlin 2012 und startete regulär am 8. März 2012 in den Kinos. In den USA lief der Film ab dem 20. Januar 2012 in den Kinos. Der Film spielte bei einem Produktionsbudget von 23 Mio. US-Dollar weltweit circa 33 Mio. US-Dollar ein.

## Kritiken
„‚Haywire‘ ist eher eine Weiterentwicklung früher Pam-Grier-Filme. Nur, dass Carano wirklich kämpfen kann.“

„Den Schleifenschmuck des Films geben Schauspielgrößen wie Michael Fassbender, Ewan McGregor und Antonio Banderas. Das kräftig schlagende Herz des Films ist jedoch die bisher unbekannte ehemalige Mixed-Martial-Arts-Kämpferin Carano, die dem Ausdruck ‚physisches Spiel‘ ganz neuen Ausdruck verleiht.“

„Der inhaltlich zwar schlicht, dabei aber geradlinig und formal überzeugend inszenierte Actionthriller konzentriert sich ganz auf die Kampfkünste seiner Hauptdarstellerin. Diese werden mitreißend choreografiert und mehr durch den Körpereinsatz vor der Kamera als von Montage und Kameratricks getragenen Gefechten zur Geltung gebracht.“